# Kyliegh Curran
Kyliegh Curran (Miami, 10 dicembre 2005) è un'attrice statunitense.
È conosciuta principalmente per la sua interpretazione in Doctor Sleep.

## Biografia
Nata in Florida, inizia a recitare a 7 anni, partecipando ad alcune produzioni locali. A 10 anni ottiene il ruolo della giovane Nala nel musical The Lion King.
Le piace ballare, cantare, recitare e scrivere. È sostenitrice di varie organizzazioni che supportano l'alfabetizzazione precoce, la narrazione nelle scuole e i diritti degli animali. È vegana e rispettosa dell'ambiente.

## Filmografia

### Attrice

#### Cinema
- I Can I Will I Did, regia di Nadine Truong (2017)
- Doctor Sleep, regia di Mike Flanagan (2019)

#### Televisione
- I segreti di Sulphur Springs (Secrets of Sulphur Springs) – serie TV, 27 episodi (2021-2023)
- La caduta della casa degli Usher (The Fall of the House of Usher) – miniserie TV, 8 episodi (2023)

### Doppiatrice

#### Cortometraggi
- LEGO Star Wars Summer Vacation, regia di Ken Cunningham (2022) – Sidero

## Riconoscimenti
- Saturn Award
  - 2021 – Premio alla miglior giovane attrice per Doctor Sleep[3]

## Doppiatrici italiane
Nelle versioni in italiano delle opere in cui ha recitato, Kyliegh Curran è stata doppiata da:
- Lucrezia Roma[4] in I segreti di Sulphur Springs[5], La caduta della casa degli Usher[6]
- Ginevra Pucci[7] in Doctor Sleep[8]